# Mardochée

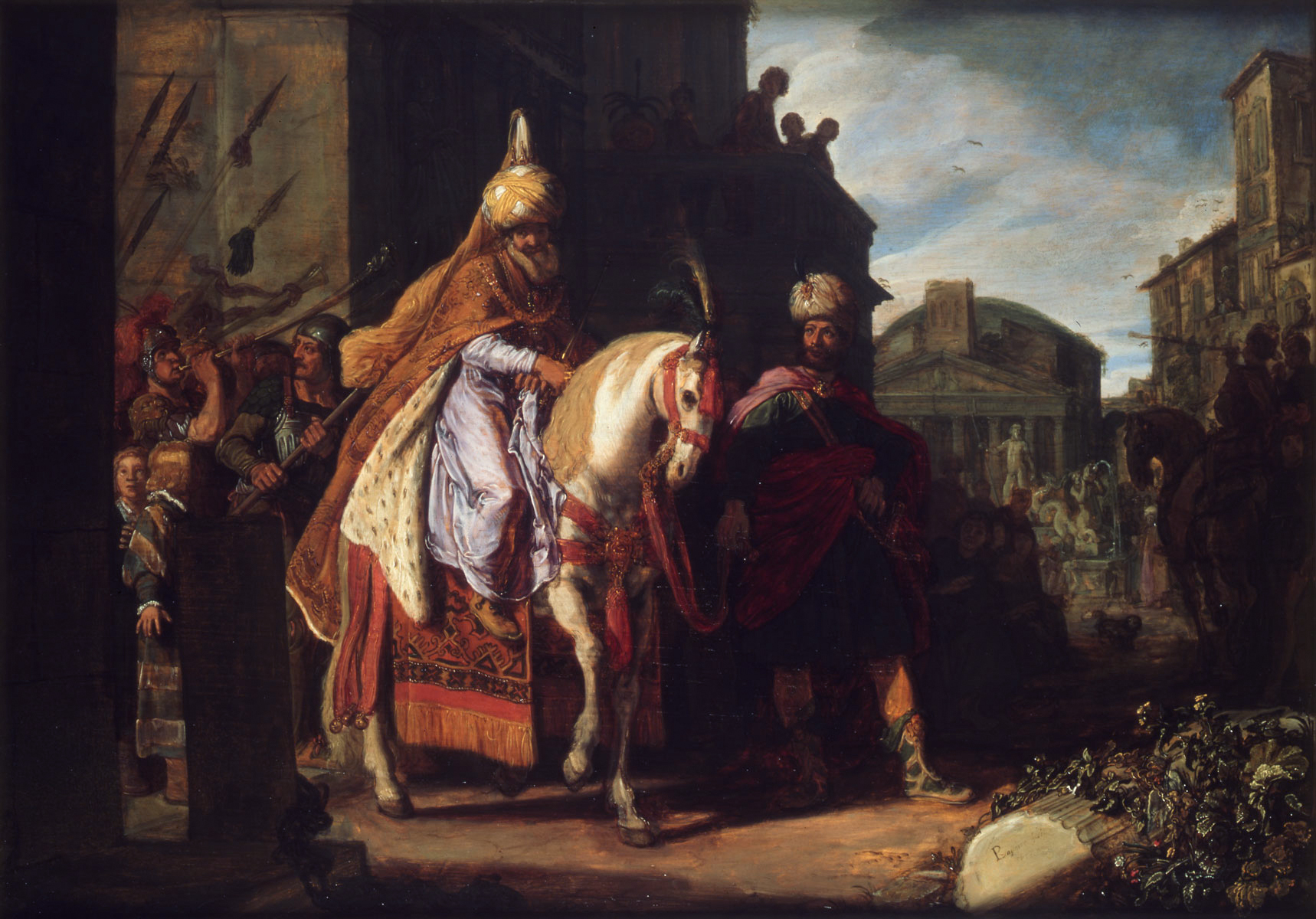
Le Triomphe de Mardochée, tableau de Pieter Lastman (1624), Musée de la maison de Rembrandt.

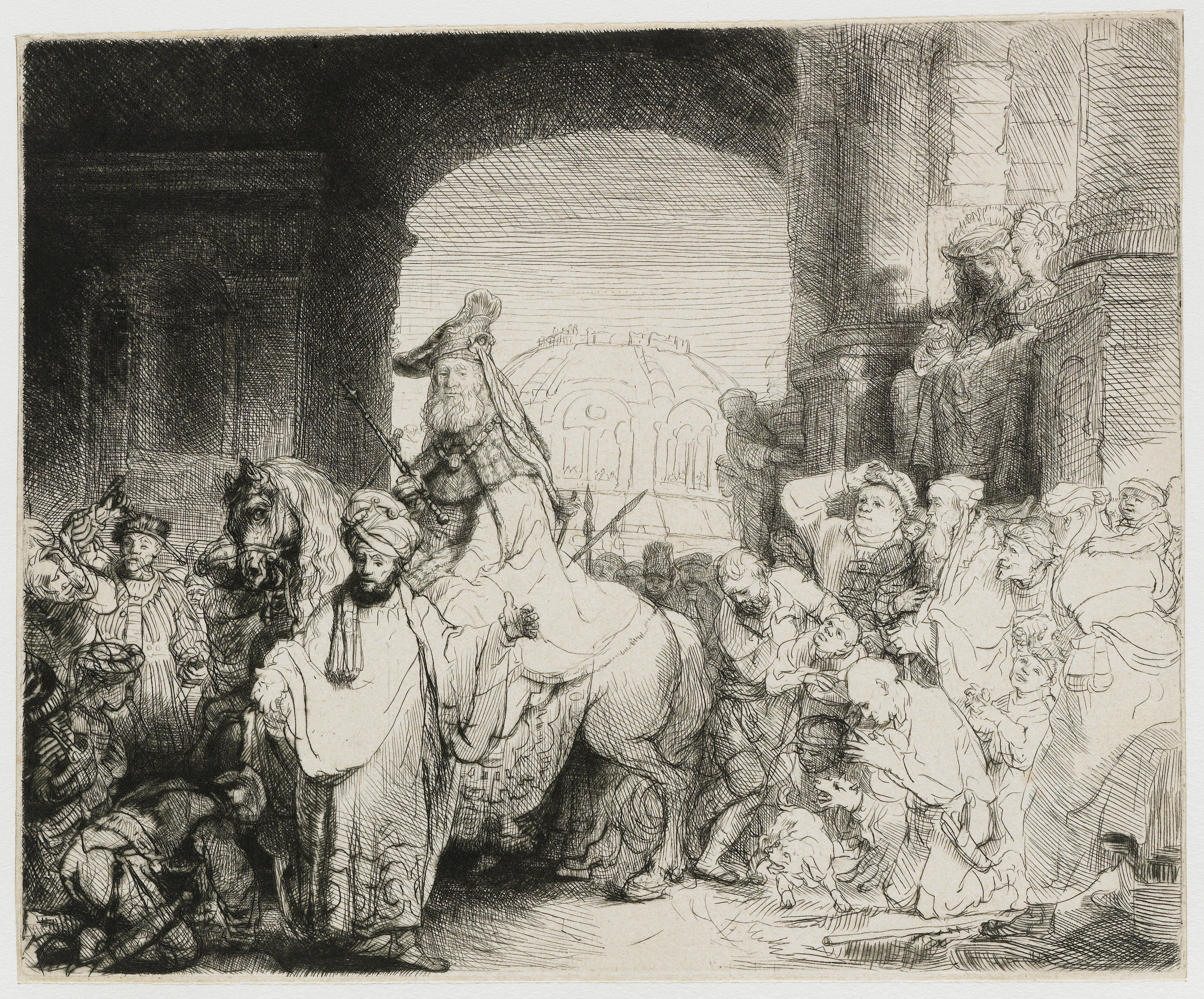
Le Triomphe de Mardochée, gravure de Rembrandt (ca. 1641), Rijksmuseum Amsterdam.

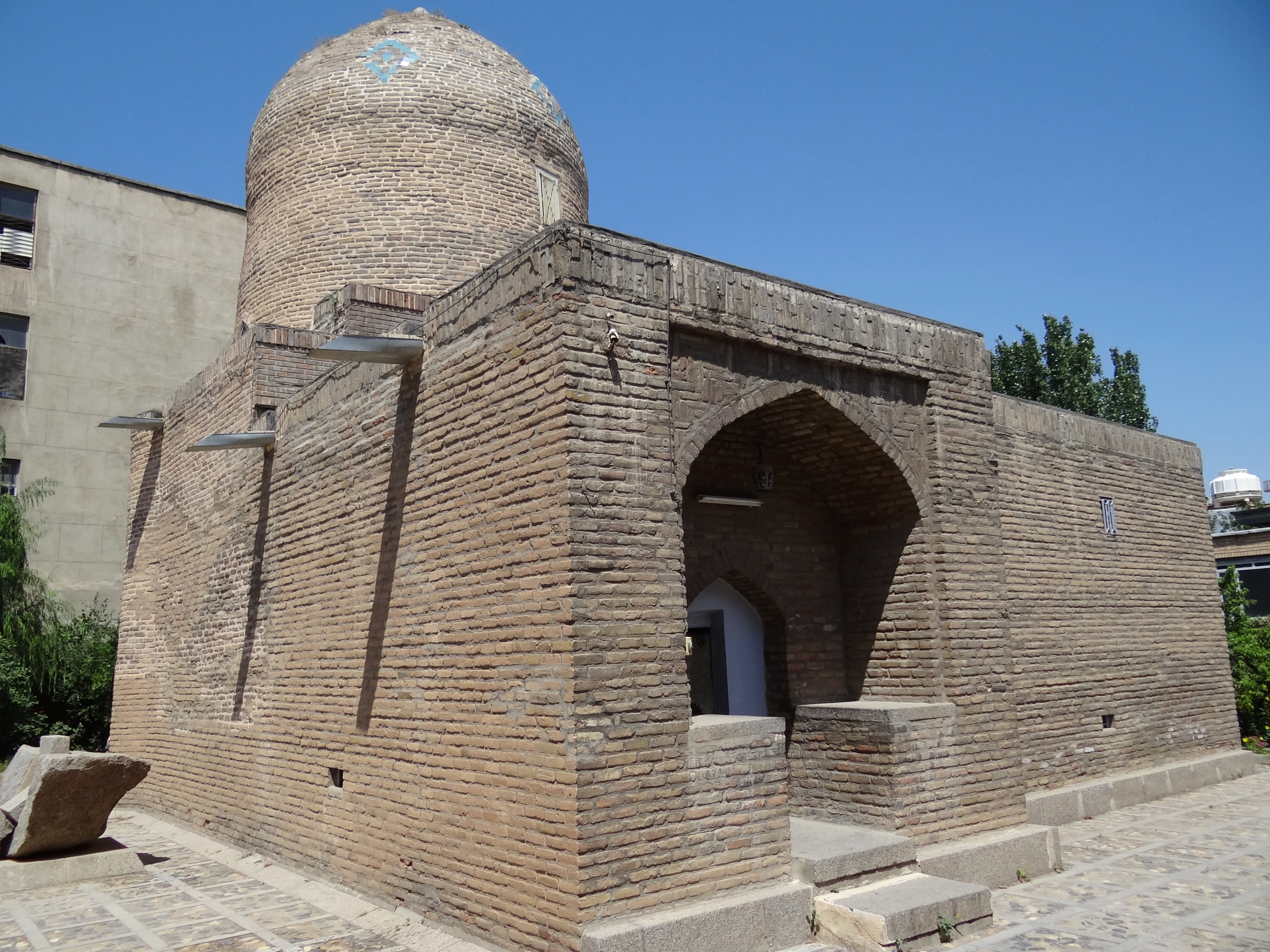
Mausolée attribué à Esther et Mardochée à Hamadan (Iran)

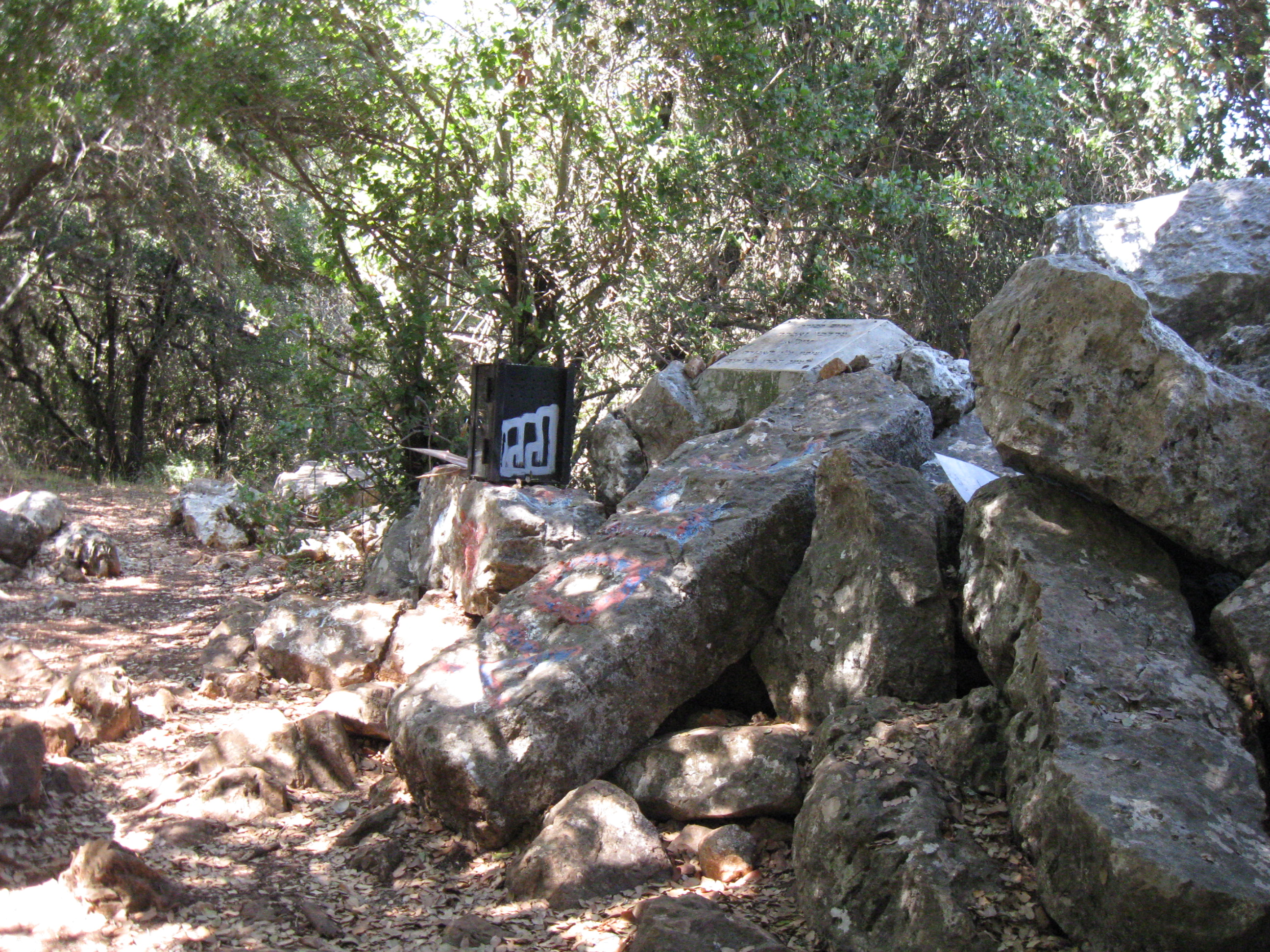
Tombes attribuées à Esther et Mardochée en Haute Galilée (Israël)

Mardochée (en hébreu מָרְדְּכַי (Mordĕkay) ou מָרְדֳּכַי (Mordŏkay), transcrit Μαρδοχαῖος / Mardokhaîos en grec) est un personnage du livre d'Esther dans la Bible. Il est un fils de Jaïr et est issu de la tribu de Benjamin, l'une des deux tribus qui constituèrent le royaume de Juda avant sa destruction par les Babyloniens et les déportations de l'élite du royaume vers les provinces de l'Empire perse.

## Récit biblique
Mardochée appartient à la quatrième génération des Judéens depuis l'exil forcé des habitants du royaume de Juda sous Nabuchodonosor. Certains comprennent de ce passage que Mardochée lui-même a été déporté.
Mardochée habite la ville de Suse, en Perse, avec sa cousine/nièce orpheline Hadassah, dite « Esther », qu'il a accueillie et élevée comme sa propre fille. Esther entre dans le harem du roi Assuérus et devient reine. Mardochée occupe un poste au palais, et y découvre un complot d'eunuques contre la personne du roi. Le complot est déjoué, et ce service rendu par Mardochée est inscrit dans les registres royaux.
Mardochée est cependant en conflit avec Haman, le ministre du roi, qui ne peut supporter que Mardochée soit le seul personnage de la cour à ne pas se prosterner devant lui. Le judaïsme interdit en effet de se prosterner devant quiconque, à l'exception de YHWH.
Haman prépare un décret pour tuer la totalité des exilés juifs de l'empire perse. L'exécution de ce décret est planifiée, et une date est fixée. Mardochée et Esther influencent le roi pour qu'il permette aux Juifs de se défendre. Le plan d'extermination se retourne contre ceux qui l'avaient organisé. Haman est pendu avec ses fils, et les Juifs sont sauvés.
Ce jour où le sort s'est retourné en faveur des Juifs est désormais célébré par eux comme une fête le jour de Pourim.

## Le personnage de Mardochée
Le nom de Mardochée dérive vraisemblablement de Marduk, le grand dieu de la ville de Babylone. En dehors de la Bible, ce nom est attesté dans l'épigraphie mésopotamienne de la période perse. Un personnage officiel du nom de Marduka est connu sous le règne de Xerxès Ier. Un officiel nommé Mordekhaï est aussi mentionné sous la forme mrdk dans un papyrus araméen du Ve siècle av. J.-C..
Mardochée est un personnage central de la version hébraïque du livre d'Esther mais son rôle est encore plus important dans les additions de la version grecque d'Esther, celle qui figure dans la Septante. Le rêve de Mardochée (addition A) et la prière de Mardochée  (addition C) tendent à lui faire prendre le pas sur Esther et à en faire le personnage principal du récit. Il est le modèle du juif pieux évoluant en diaspora. La place qu'il prend dans la tradition transparaît dans le deuxième livre des Maccabées, où il est indiqué que la fête de Pourim, célébrée le 14e jour du mois d'Adar, est commémorée sous le nom de « Jour de Mardochée ».

## Littérature
L’épisode du décret de Haman est le sujet de l’avant-dernière pièce de Jean Racine, Esther, dont Mardochée est un personnage.

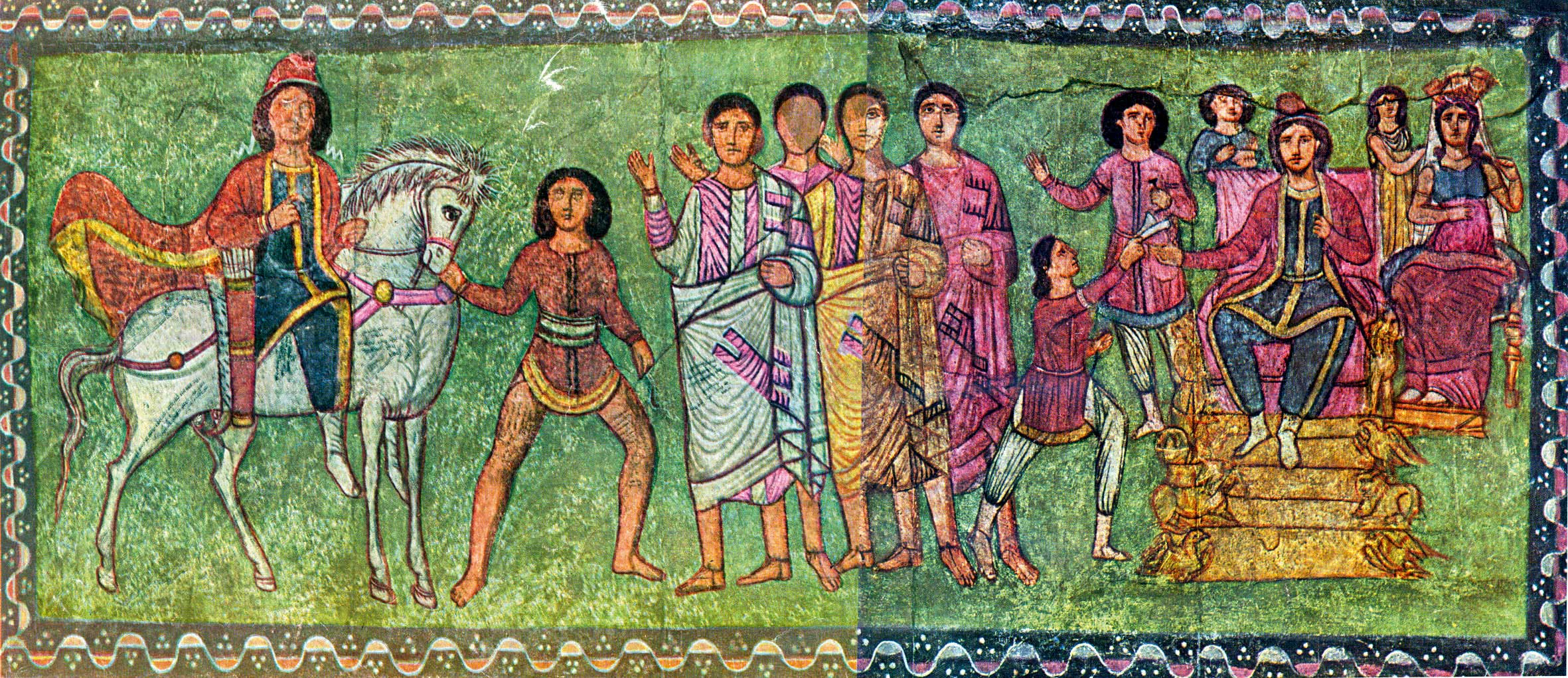
« Esther et Mardochée », fresque de l'antique synagogue Dura-Europos, Syrie, 245 ap. J-C., transportée au musée de Damas